# کاتیا لتو
کاتیا لتو (انگلیسی: Katja Lehto؛ زادهٔ ۱۴ اوت ۱۹۷۲) بازیکن هاکی روی یخ اهل فنلاند است.